# Héléos
Dans la mythologie grecque, Héléos (en grec ancien Ἕλειος / Héleios), est l'un des fils de Persée et d'Andromède ainsi que le roi d'Hélos en Argolide. Il accompagna son neveu Amphitryon dans sa campagne contre les Téléboens et reçut en butin, en commun avec Céphale, les îles autrefois soumises à Ptérélas où il fonda une ville à laquelle il donna son nom.

## Sources
- Pseudo-Apollodore, Bibliothèque [détail des éditions] [lire en ligne], II, 4, 5 ; 7.